# De litteris colendis
De litteris colendis (ou epistola de litteris colendis ; en latin : « Sur l'étude des lettres ») est une lettre circulaire adressée par Charlemagne à l'abbé Baugulf de Fulda, à la fin du VIIIe siècle. Elle a été rédigée selon Luitpold Wallach des notes d'Alcuin.

## Historique
La lettre est écrite, vraisemblablement par Alcuin, pour Charlemagne à destination de Baugulf de Fulda, abbé de l'abbaye de Fulda de 779 à 802, probablement vers 794[réf. nécessaire]. C'est peu après le concile de Francfort (794) qu'il envoie à l'abbé de Fulda cette lettre, qui complète les directives déjà envoyées en 789 dans l'Admonitio generalis.  Charlemagne y décrit sa volonté d'une éducation littéraire poussée pour la bonne compréhension des textes bibliques.  
Une version légèrement révisée est ensuite diffusée à Enguerrand de Metz. 
La plus ancienne copie existante de cette lettre proviendrait du XVIIIe siècle. Une autre version remonte au XIe siècle.

## Contenu
Dans la lettre, Charlemagne exprime son inquiétude causée par la pauvre expression écrite des correspondances reçues des monastères. Il précise que les fautes de mots sont dangereuses car elles suscitent les fautes de raisonnement. Il commence « à craindre l'éventualité que, dans la mesure où la précision de l'expression diminuait, les connaissances nécessaires pour comprendre les saintes écritures ne diminuent aussi et beaucoup plus qu'elles ne le devraient raisonnablement ». L'apparente piété des moines aurait été mal servie par leur langage maladroit. Cela inquiétait Charlemagne, qui voulait qu'ils soient des figures sans reproche, respectés - et imités - par le public.